# Linia kolejowa Stargard Szczeciński Wąskotorowy – Stargard Szczeciński
Linia kolejowa Stargard Szczeciński Wąskotorowy – Stargard Szczeciński – zamknięta linia kolejowa łącząca stacje Stargard Szczeciński Wąskotorowy i Stargard. Cała linia jest jednotorowa o rozstawie szyn wynoszącym 1435 mm. Obecnie linia jest zamknięta dla ruchu towarowego i pasażerskiego.